# Voie aérienne
Pour la signification anatomique, voir voies respiratoires.

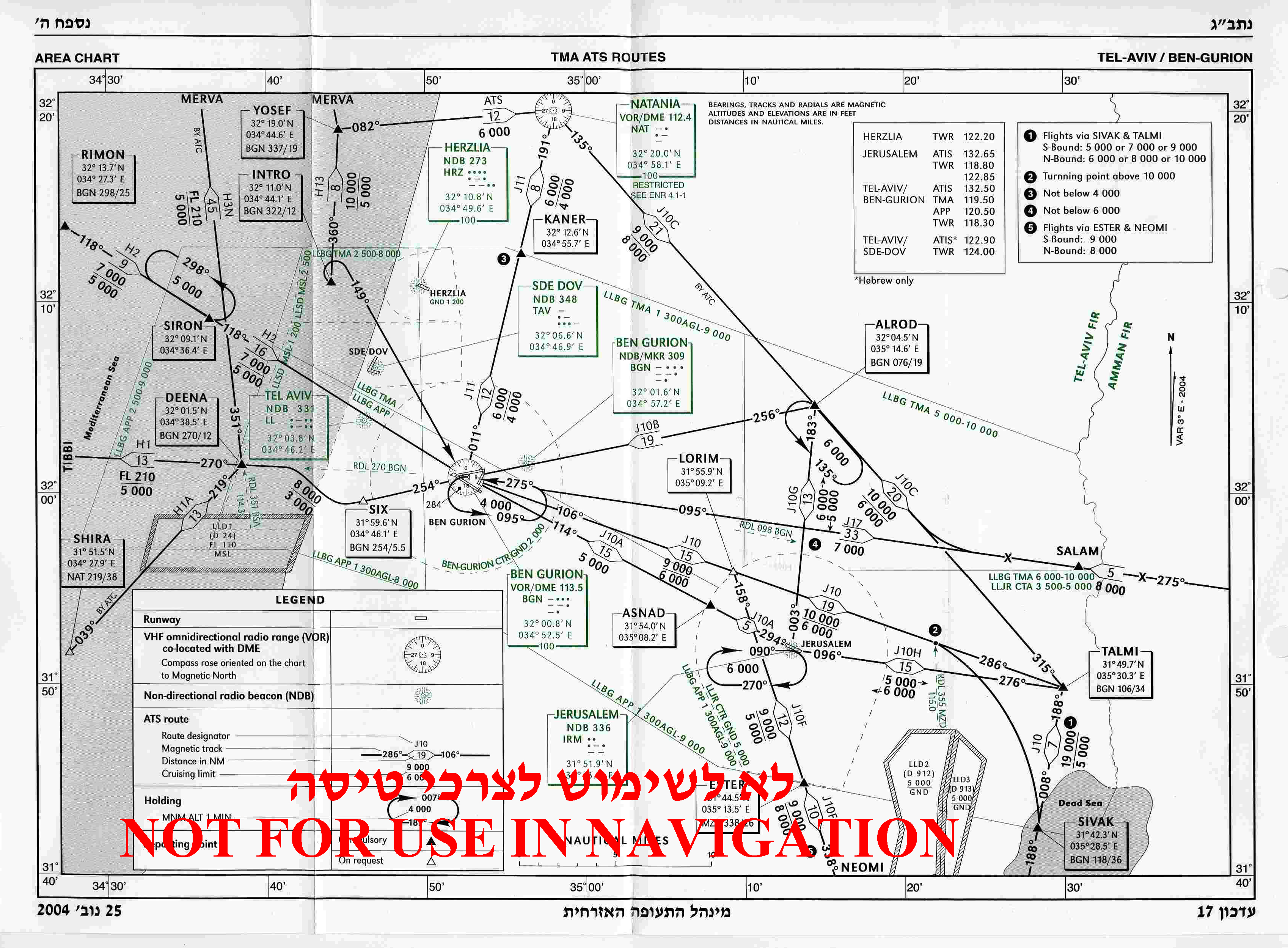
Routes autour de l'Aéroport international David-Ben-Gourion de Tel Aviv

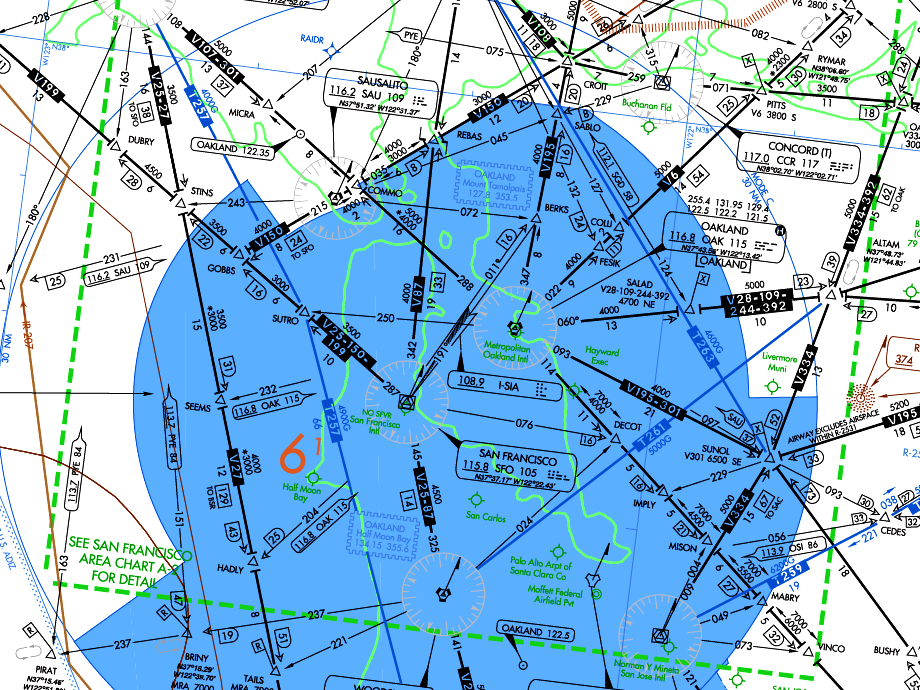
Routes aériennes autour de l'Aéroport international de San Francisco

En aéronautique, une voie aérienne ou couloir aérien, abrégé AWY (pour « airway »), est une voie de circulation aérienne.

## Europe
En Europe, le plafond des AWY est défini de la forme suivante :
- Espaces inférieurs de 3 000 pieds jusqu'au FL195 inclus.
- Espaces supérieurs FL195 jusqu'au FL660.

Les avions circulent à l’intérieur de couloirs larges de 10 milles nautiques (18,5 km) et sont séparés verticalement de 1 000 pieds (304,8 m).

### France
En France, les voies aériennes sont définies par le Code de l'aviation civile, notamment le chapitre Ier Droit de circulation du titre III du livre Ier. Le 9 janvier 2008 ont été créées les voies aériennes V 21 et G 39 en France métropolitaine.